# جاوتشين فيرلوينجت
جاوتشين فيرلوينجت (بالفرنسية: Gauchin-Verloingt)‏ هي بلدية تقع في إقليم باد كاليه من منطقة نور با دو كاليه في شمال فرنسا. تبلغ مساحة هذه المدينة 5.92 (كم²)، وترتفع عن سطح البحر 85 م، يبلغ عدد سكانها 825 نسمة حسب إحصاء المعهد الوطني للإحصاء والدراسات الاقتصادية سنة 2009 م. وترأس Jean-Michel Saloppe البلدية خلال فترة (2008-2014).